# Канарейкин, Леонид Фёдорович
Леонид Фёдорович Канарейкин (род. 21 августа 1976, Москва) — российский хоккеист, защитник, тренер. Мастер спорта России международного класса.

## Биография
Сын хоккеиста и тренера Фёдора Канарейкина. Воспитанник «Крыльев Советов», тренер Анатолий Сергеев. В сезоне 1992/93 дебютировал в команде «Крылья Советов-2», проведя три матча в открытом чемпионате России; выступал за команду в течение следующих двух сезонов. 11 декабря 1995 года сыграл один матч в чемпионате МХЛ за главную команду в игре против «Тивали» (5:0). В дальнейшем выступал за команды «Торпедо-2» Нижний Новгород (1995/96 — 1996/97), «Мотор» Заволжье (1996/97), «Салават Юлаев» (1996/97 — 1997/98, 1999/2000, 2003/04 — 2004/05, 2006/07), «Новойл» Уфа (1997/98), «Крылья Советов» (1998/99, 2000/01), «Северсталь» (1999/2000), «Спартак» Москва (2001/02 — 2002/03, 2007/08 — 2008/09), «Динамо» Москва (2005/06), ЦСКА (2006/07), «Атлант» Мытищи (2008/09 — 2009/10), «Молот-Прикамье» (2010/11), «Титан» Клин (2011/12).
Бронзовый призёр чемпионата России 1997. Обладатель Кубка европейских чемпионов 2006. Третий призер «Шведских хоккейных игр» 2004.
Окончил ВШТ. Тренер в «Титане» (2012/13), скаут в «Спартаке» (2013/14), детский тренер в «Искре» (Одинцово, 2015/16), тренер в «Авангарде» (2016—2017).
Сыновья Данила и близнецы Глеб и Иван.